# Famille Foucault (Mayenne)
Pour les articles homonymes, voir Foucault.
 (août 2017).
La famille Foucault des Bigottières, de Vauguyon et de l'Aubinière est une de Laval et du comté de Laval.

## Famille
- Claude Foucault, sieur de la Montagne, fils de Claude Foucault, sieur de la Montagne, et petit-fils de Claude Foucault, sieur de la Roche, est sous Louis XIV, lieutenant civil et criminel en l'élection et au grenier à sel de Laval. Il meurt en 1690. Il était marié avec Jacquine Charlot, avec entre autres enfants, trois fils:
  - René, sieur des Bigottières,
  - Jacques, sieur de Vauguyon,
  - et Pierre, sieur de l'Aubinière, qui furent les auteurs de trois branches.

Ces trois frères eurent leur blason enregistré à l'Armorial général de 1696 d'azur à trois besants d'argent chargés chacun d'un lion de sable et posés 2 et 1. 
- René Foucault, sieur des Bigottières, lieutenant civil et criminel en l'élection et au grenier à sel de Laval, décédé dans cette ville en 1730, est pourvu en 1725 de l'office anoblissant de secrétaire du Roi. Son second fils, Jacques-Claude Foucault, sieur de la Marche, décédé en 1769, fut maitre des eaux et forêts et capitaine des chasses du comté de Laval. Il fut le grand-père de Claude-René Foucault des Bigottières qui prit part en 1789 aux assemblées de la noblesse tenues à Angers. Henri Foucault des Bigottières, né en 1827, zouave pontifical est assassiné pendant son séjour à Rome. Mme Butler O'Madden, née Foucault des Bigottières, est décédée en 1909.

- La deuxième branche est demeurée non noble :
  - Son auteur, Jacques Foucault de Vauguyon, lieutenant-général au siège des traites, décédé à Laval en 1718, épouse Renée de la Porte qui lui survécut jusqu'en 1755. 
    - Il fut père de Jean Foucault de Vauguyon, fermier général de la terre de Marigny, et grand-père de Jacques Foucault de Vauguyon, échevin de Laval, décédé en 1783, et de l'abbé Pierre-René Foucault de Vauguyon, décédé à Laval en 1817. 
      - Jacques-Pierre Foucault de Vauguyon, époux de Sophie-Martin de Ligonnières ;
        - Marie Foucault de Vauguyon x Camille de Farcy
        - Henri Foucault de Vauguyon, fils du précédent, conseiller général de la Mayenne (Canton d'Argentré), est décoré de la Légion d'honneur en 1869. M. Foucault de Vauguyon, conseiller général de la Mayenne, épouse en juin 1877 Mme Trippier de la Grange, née de la Croix de la Nougarède. 
          - Son fils Henri Foucault de Vauguyon, est élu aux Élections cantonales de 1880 dans la Mayenne, conseiller général de la Mayenne (Canton d'Argentré), veuf de Marie-Aimée-Valentine de la Croix. Il vend en 1885 à la ville de Laval le Jardin de la Perrine[1]. Il ne se représente pas aux Élections cantonales de 1886 dans la Mayenne.

- La troisième branche demeura également non noble. Son auteur, Pierre Foucault de l'Aubinière, licencié ès lois, décédé à Laval en 1720, épousa en 1696 Françoise Cazet. Il fut père de Jacques-Pierre Foucault de Laubinière, lieutenant au siège des exempts, décédé en 1740, qui épousa Marie-Anne Duchemin, aïeul de Charles-Pierre Foucault de Laubinière, président au siège des traites à Laval, qui épousa Marguerite Fournier, bisaïeul de Charles-Pierre-Joseph Foucault de Laubinière, directeur des forges de Chailland, qui épousa à Mayenne en 1787 Joséphine Gaultier, et trisaïeul de Pierre de Laubinière, conseiller général de la Mayenne, décédé en 1860, qui épousa Désirée-Charlotte Thomas du Taillis. La fille de ce dernier, la vicomtesse de Maquillé, est décédée à Saumur en 1904.

## Armoiries
Les armes de la famille se blasonnent ainsi : d'azur à une bande d'or côtoyée de six besants de même.

## Alliances
Les principales alliances de la famille sont : du Bois de Maquillé (1841), Butler-O'Madden (vers 1840), de Villebois-Mareuil, de Farcy (1789, 1821, 1846), de Siochan de Kersabiec, Périer de la Girardière (vers 1750).